# Oxyrhachis delalandei
Oxyrhachis delalandei är en insektsart som beskrevs av Leon Fairmaire. Oxyrhachis delalandei ingår i släktet Oxyrhachis och familjen hornstritar. Inga underarter finns listade i Catalogue of Life.